# Ариден климат
Арѝден климат (от латински: aridus „сух“) или пустинен климат (в класификацията на климатите на Кьопен се означава със съчетанията BWh, BWk и понякога BWn) е сух климат с високи температури на въздуха, които изпитват големи денонощни колебания, и малко количество атмосферни валежи (около 100 – 200 mm/година) или пълното им отсъствие.

## Класификация
Обикновено се обособяват два или три подтипа сух климат: горещ пустинен климат (BWh), студен пустинен климат (BWk) и понякога мек пустинен климат (BWh/BWn). За разграничаване на горещ и студен пустинен климат обикновено се използват три изотерми: средна годишна температура на въздуха 18 °C, средна температура на най-студения месец, равна на 0 °C или −3 °C. Ако температурата е под определените стойности, тогава климатът се класифицира като студен пустинен климат („BWk“), ако температурата е над определените стойности, тогава като горещ пустинен климат (BWh).